# Arquidiócesis de Viena
La arquidiócesis de Viena (en latín: Archidioecesis Viennensis o Vindobonensis y en alemán: Erzdiözese Wien) es una circunscripción eclesiástica de la Iglesia católica en Austria. Se trata de una arquidiócesis latina, sede metropolitana de la provincia eclesiástica de Viena. Desde el 22 de enero de 2025 es sede vacante y su administrador apostólico es el presbítero Josef Grünwidl.

## Territorio y organización

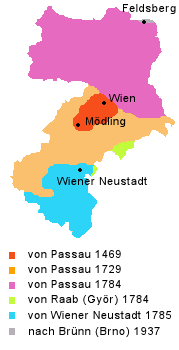
Origen del territorio de la arquidiócesis de Viena

La arquidiócesis tiene 9101 km² y extiende su jurisdicción sobre los fieles católicos de rito latino residentes en el estado de Viena y en la parte oriental del estado de Baja Austria.
La sede de la arquidiócesis se encuentra en la ciudad de Viena, en donde se halla la Catedral de San Esteban.
La arquidiócesis tiene como sufragáneas a las diócesis de: Eisenstadt, Linz y Sankt Pölten.
En 2020 en la arquidiócesis existían 626 parroquias.

## Historia
La diócesis de Viena fue erigida por el papa Pablo II el 18 de enero de 1469 con la bula In supremae dignitatis specula, obteniendo el territorio de la diócesis de Passau.
De 1469 a 1513 los administradores apostólicos fueron nombrados para la diócesis sin obligación de residencia. El primer obispo residente en Viena fue Georg von Slatkonia.
El 1 de junio de 1722 el papa Inocencio XIII la elevó al rango de arquidiócesis metropolitana con la bula Suprema dispositione.
En 1729 se amplió el territorio con la cesión de territorios por parte de la diócesis de Passau. En 1784 se volvió a ampliar, incorporando nuevamente territorios de la diócesis de Passau y de la diócesis de Győr. En 1785, tras la supresión de la diócesis de Wiener Neustadt, adquirió también ese territorio mediante la bula Inter plurimas del papa Pío VI.
De 1861 a 1918 los obispos disfrutaron del título de príncipe-obispo.
En 1937 cedió la parroquia de Feldsberg (en idioma checo: Valtice a la diócesis de Brno.
El 14 de noviembre de 2014 adquirió los territorios de Hochstraß y Schwabendörfl en el municipio de Altlengbach de la diócesis de Sankt Pölten mediante el decreto Quo aptius de la Congregación para los Obispos.

## Estadísticas
Según el Anuario Pontificio 2021 la arquidiócesis tenía a fines de 2020 un total de 1 156 923 fieles bautizados.
| Año                                                                             | Población            | Población | Población      | Sacerdotes | Sacerdotes    | Sacerdotes    | Bautizados por sacerdote | Diáconos permanentes | Religiosos | Religiosos | Parroquias |
| Año                                                                             | Bautizados católicos | Total     | % de católicos | Total      | Clero secular | Clero regular | Bautizados por sacerdote | Diáconos permanentes | Varones    | Mujeres    | Parroquias |
| ------------------------------------------------------------------------------- | -------------------- | --------- | -------------- | ---------- | ------------- | ------------- | ------------------------ | -------------------- | ---------- | ---------- | ---------- |
| 1950                                                                            | 2 056 142            | 2 336 214 | 88.0           | 1611       | 918           | 693           | 1276                     |                      | 1233       | 5905       | 621        |
| 1969                                                                            | 2 060 150            | 2 373 150 | 86.8           | 1802       | 996           | 806           | 1143                     |                      | 1300       | 5147       | 588        |
| 1980                                                                            | 1 736 613            | 2 378 292 | 73.0           | 1481       | 771           | 710           | 1172                     | 49                   | 1052       | 3629       | 645        |
| 1990                                                                            | 1 532 287            | 2 339 918 | 65.5           | 1229       | 652           | 577           | 1246                     | 105                  | 923        | 2497       | 655        |
| 1999                                                                            | 1 422 394            | 2 320 000 | 61.3           | 1554       | 613           | 941           | 915                      | 123                  | 1154       | 1878       | 654        |
| 2000                                                                            | 1 404 720            | 2 320 000 | 60.5           | 1170       | 603           | 567           | 1200                     | 133                  | 684        | 1862       | 661        |
| 2001                                                                            | 1 390 747            | 2 464 315 | 56.4           | 1167       | 596           | 571           | 1191                     | 126                  | 676        | 1862       | 662        |
| 2002                                                                            | 1 380                | 2 487 589 | 55.5           | 1173       | 595           | 578           | 1176                     | 189                  | 826        | 1706       | 660        |
| 2003                                                                            | 1 368 962            | 2 437 986 | 56.2           | 1157       | 591           | 566           | 1183                     | 133                  | 797        | 1690       | 660        |
| 2004                                                                            | 1 360 433            | 2 423 466 | 56.1           | 1172       | 608           | 564           | 1160                     | 145                  | 757        | 1783       | 660        |
| 2010                                                                            | 1 301 570            | 2 601 000 | 50.0           | 1146       | 616           | 530           | 1135                     | 176                  | 819        | 1453       | 660        |
| 2014                                                                            | 1 246 608            | 2 713 222 | 45.9           | 1100       | 616           | 484           | 1133                     | 177                  | 756        | 1331       | 659        |
| 2017                                                                            | 1 210 828            | 2 803 652 | 43.2           | 1126       | 624           | 502           | 1075                     | 202                  | 752        | 1144       | 647        |
| 2020                                                                            | 1 156 923            | 2 892 484 | 40.0           | 1108       | 616           | 492           | 1044                     | 206                  | 720        | 1078       | 626        |
| Fuente: Catholic-Hierarchy, que a su vez toma los datos del Anuario Pontificio. |                      |           |                |            |               |               |                          |                      |            |            |            |

## Episcopologio
- Leo von Spaur † (16 de diciembre de 1471-1479 falleció) (administrador apostólico)
- Johann Beckensloer (Beckenschlager) † (1480-20 de diciembre de 1484 nombrado arzobispo de Salzburgo) (administrador apostólico)
- Bernhard von Rohr † (20 de diciembre de 1484-21 de marzo de 1487 falleció) (administrador apostólico)
- Orbán von Nagylúcse † (1488-1490 depuesto) (administrador apostólico)
- Matthias Scheidt † (1490-1493) (administrador apostólico)
- Johann Vitéz † (8 de febrero de 1493-1499 falleció) (administrador apostólico)
- Bernhard von Pollheim † (18 de marzo de 1500-13 de enero de 1504 falleció) (administrador apostólico)
- Franz Bakocz † (1504-1509) (administrador apostólico)
- Sede vacante (1509-1513)

- Georg von Slatkonia † (12 de agosto de 1513-26 de abril de 1522 falleció)
  - Pietro Bonomo † (7 de febrero de 1523-1523 renunció) (administrador apostólico)
- Johann von Revellis † (6 de abril de 1524-1530 falleció)
- Johann Fabri † (5 de diciembre de 1530-21 de mayo de 1541 falleció)
- Friedrich Nausea † (21 de mayo de 1541 por sucesión-6 de febrero de 1552 falleció)
  - Christoph Wertwein † (13 de febrero de 1552-20 de mayo de 1553 falleció) (administrador apostólico)
  - Pietro Canisio, S.I. † (3 de noviembre de 1554-1555 renunció) (administrador apostólico)
  - Sede vacante (1555-1560)
- Antonín Brus z Mohelnice † (17 de julio de 1560-5 de septiembre de 1561 nombrado arzobispo de Praga)
  - Urban Sagstetter von Gurk † (1563-1568 renunció) (administrador apostólico)
  - Sede vacante (1568-1575)
- Johann Caspar Neubeck † (4 de febrero de 1575-28 de agosto de 1594 falleció)
  - Melchior Klesl † (5 de febrero de 1595-15 de julio de 1613 nombrado obispo) (administrador apostólico)
- Melchior Klesl † (15 de julio de 1613-18 de septiembre de 1630 falleció)
- Anton Wolfradt, O.S.B. † (26 de mayo de 1631-1 de abril de 1639 falleció)
- Philipp Friedrich von Breuner † (5 de septiembre de 1639-22 de mayo de 1669 falleció)
- Wilderich von Walderdorff † (19 de agosto de 1669-4 de septiembre de 1680 falleció)
- Emerich Sinelli, O.F.M.Cap. † (3 de marzo de 1681-25 o 28 de febrero de 1685 falleció)
- Ernest von Trautson † (10 de septiembre de 1685-7 de enero de 1702 falleció)
- Franz Anton von Harrach † (7 de enero de 1702 por sucesión-31 de julio de 1706 renunció)
- Franz Ferdinand von Rummel † (4 de octubre de 1706-15 de marzo de 1716 falleció)
- Sigismund von Kollonitz (1 de julio de 1716-12 de abril de 1751 falleció)
- Johann Joseph von Trautson † (12 de abril de 1751 por sucesión-10 de marzo de 1757 falleció)
- Cristoforo Antonio Migazzi † (23 de mayo de 1757-14 de abril de 1803 falleció)
- Sigismund Anton von Hohenwart, S.I. † (20 de junio de 1803-30 de junio de 1820 falleció)
- Leopold Maximilian von Firmian † (19 de abril de 1822-29 de noviembre de 1831 falleció)
- Vincenz Eduard Milde † (24 de febrero de 1832-14 de marzo de 1853 falleció)
- Joseph Othmar Ritter von Rauscher † (27 de junio de 1853-24 de noviembre de 1875 falleció)
- Johann Baptist Rudolf Kutschker † (3 de abril de 1876-27 de enero de 1881 falleció)
- Cölestin Joseph Ganglbauer, O.S.B. † (4 de agosto de 1881-14 de diciembre de 1889 falleció)
- Anton Josef Gruscha † (23 de junio de 1890-5 de agosto de 1911 falleció)
- Franz Xaver Nagl † (5 de agosto de 1911 por sucesión-4 de febrero de 1913 falleció)
- Friedrich Gustav Piffl † (2 de mayo de 1913-21 de abril de 1932 falleció)
- Theodor Innitzer † (19 de septiembre de 1932-9 de octubre de 1955 falleció)
- Franz König † (10 de mayo de 1956-16 de septiembre de 1985 retirado)
- Hans Hermann Groër, O.S.B. † (15 de julio de 1986-14 de septiembre de 1995 retirado)
- Christoph Schönborn, O.P., por sucesión (14 de septiembre de 1995-22 de enero de 2025 retirado)
  - P. Josef Grünwidl, desde el 22 de enero de 2025 (administrador apostólico)